# Lella Battistella
Rosa Maria Battistella, detta Lella (Sequals, 17 dicembre 1950), è un'ex cestista italiana.

## Biografia
È la madre di Andrea Crosariol, anch'egli ex cestista.

## Carriera
Con l'Italia ha disputato i Campionati mondiali del 1975 e due edizioni dei Campionati europei (1976, 1978).